# Rabi Alarrir
Rabi Alarrir (Rabi al-Ahir) ou Rabi Atani (Rabi al-Thani) é o quarto mês do calendário islâmico. 
O período correspondente ao início e fim deste mês no calendário gregoriano para o atual ano islâmico é: 
| Ano (calendário islâmico) | Ano (calendário gregoriano) | Rabi al-Thani                  |
| ------------------------- | --------------------------- | ------------------------------ |
| 1444                      | 2022                        | 27 de outubro a 24 de novembro |